# Art thaï
La Thaïlande traditionnelle et son héritage artistique se retrouvent lorsque l'on évoque l'art et la culture traditionnelle. Les travaux manuels sont mis peu à peu en avant formant une gamme de produits riches et rares, à la base de l'histoire et des coutumes thaïlandaises.
Ainsi, l'art thaï se distingue par son ensemble très varié de techniques artisanales telles que la peinture, la sculpture, la céramique, le tissage, la musique, le théâtre...

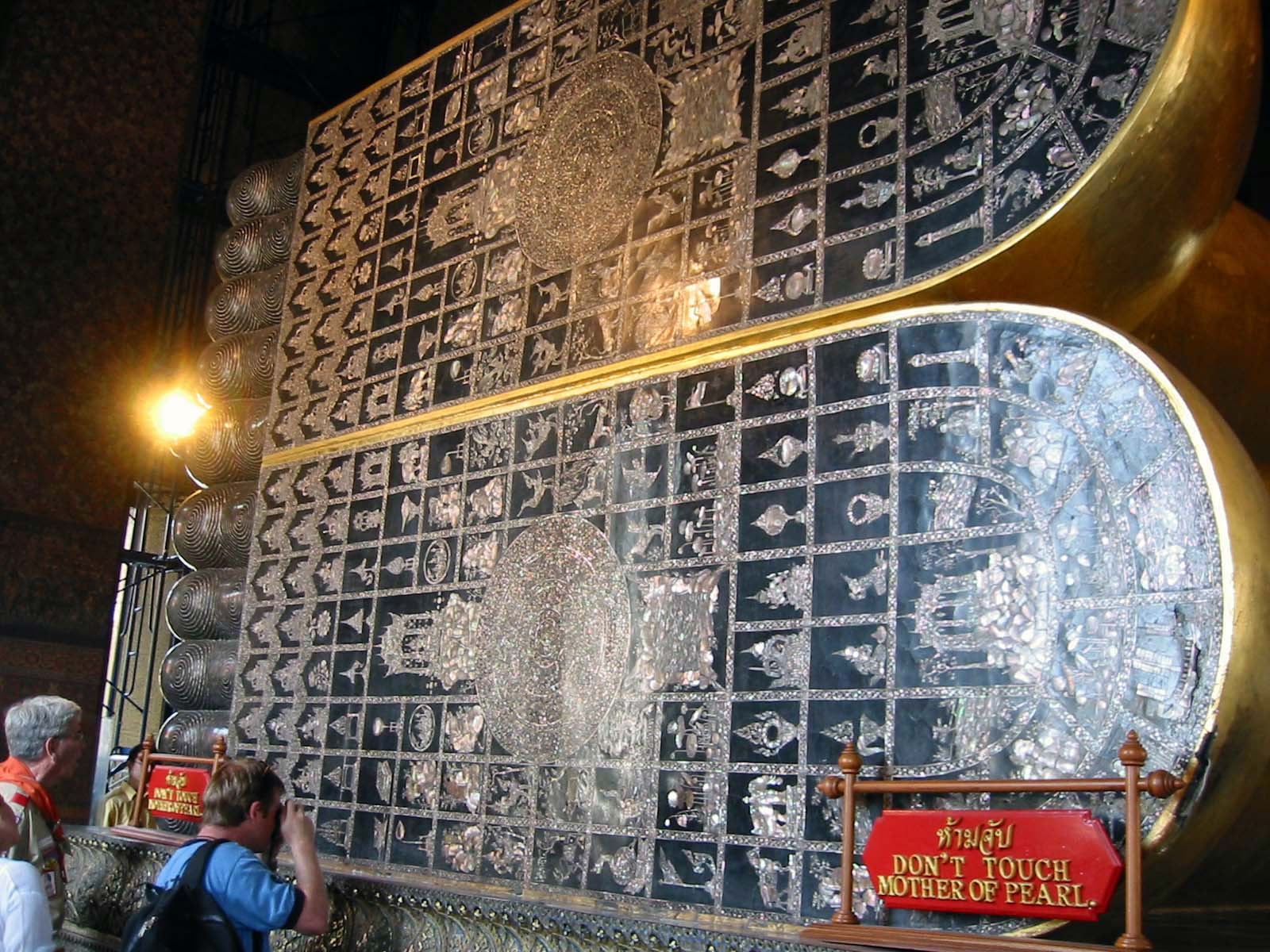
108 états du Bouddha sur les pieds du Bouddha couché du Wat Pho de Bangkok, incrustations de nacre

## Styles et chronologie
Les historiens et géographes, dont Jean Boisselier, distinguent plusieurs styles et périodes artistiques en Thaïlande :
- Dvaravati (env. VIIe siècle-XIe siècle)
- Srivijaya (env. VIIIe siècle-XIIIe siècle)
- Lopburi (env. VIIe siècle-XIVe siècle ; l'Art khmer de Thaïlande est traditionnellement rassemblé dans l'art de Lopburi)
- Sukhothaï (fin XIIIe siècle-XVe siècle)
- Lan Na, ou de Cheing Sèn (env. XIIIe siècle-XXe siècle)
- Ayutthaya (Ayuthya) (XIVe siècle-XVIIIe siècle)
- Rattanakosin (fin XVIIIe siècle-XXe siècle)[2]

## Peinture

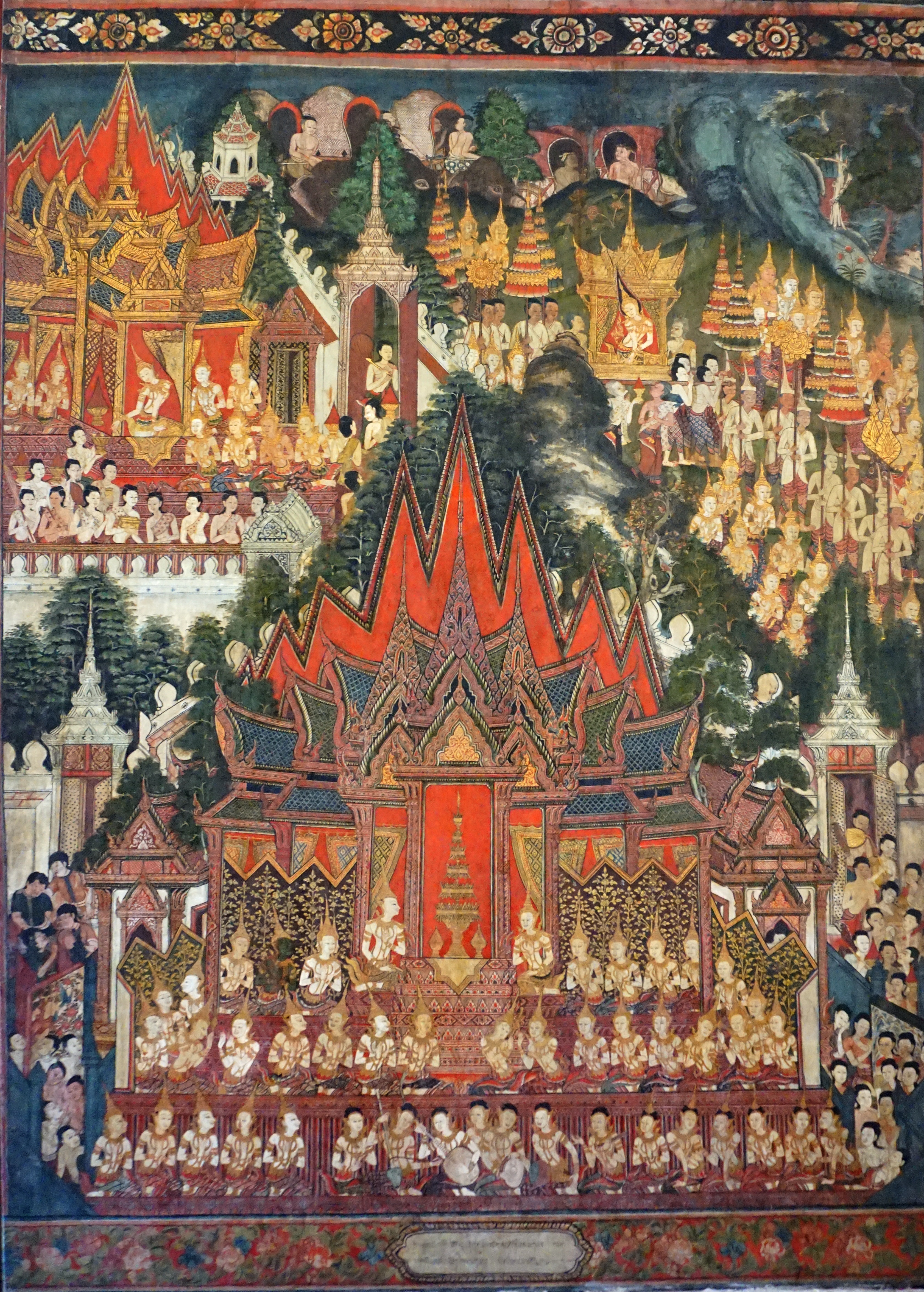
La Vie du Bouddha, Le mariage du prince Suddhodana et de la princesse Mahâmâyâ, peinture murale, chapelle Buddhaisawan, Musée national de Bangkok, école de Rattanakosin, fin du XVIIIe siècle

Les artistes thaïs ne possédaient au départ qu'un ensemble de cinq couleurs primaires (le rouge, le bleu, le jaune, le blanc et le noir), dont ils se servaient pour produire d'autres sortes de pigments. Ces pigments permettaient alors aux artistes de créer des peintures murales, aussi utilisées pour les bannières et les illustrations. Les représentations étaient plus ou moins grandes selon le degré d'importance, l'utilisation de l'ombre n'existait pas encore et les techniques picturales étaient très évoluées pour l'époque.
Dans une optique religieuse et traditionnelle, la peinture thaï orna les murs des temples et des palais, tout comme les illustrations des livres. La religion, ainsi que la royauté, prit rapidement une place importante au sein même des peintures afin d'y faire ressortir la beauté des objets et des richesses.
Les historiens de l'art distinguent : 
- les premières écoles de peinture Sukhothaï, Ayuthya (XIIIe siècle-XVIIIe siècle)
- et les écoles de Ratanakosin première période (1761-1851) et seconde période (1851-1910)

Les sources d'inspiration principales au XVIIIe siècle et XIXe siècle sont : 
- Les Trois Mondes,
- Les Bouddha du Passé,
- Les Dix Grands Jâtaka
- et la vie du Bouddha historique

Au *, les pigments s'enrichirent et de nouvelles techniques, venues d'Occident, déferlèrent pour donner aux peintures un aspect plus moderne. L'utilisation des feuilles d'or apporta plus de lumière aux représentations et les couleurs plus de détails. Malgré la persévérance du style traditionnel, certains artistes réussirent l'exploit de créer leur propre style, né de la fusion entre le style traditionnel et le style occidental, un style unique alliant tradition et modernité.

## Sculpture

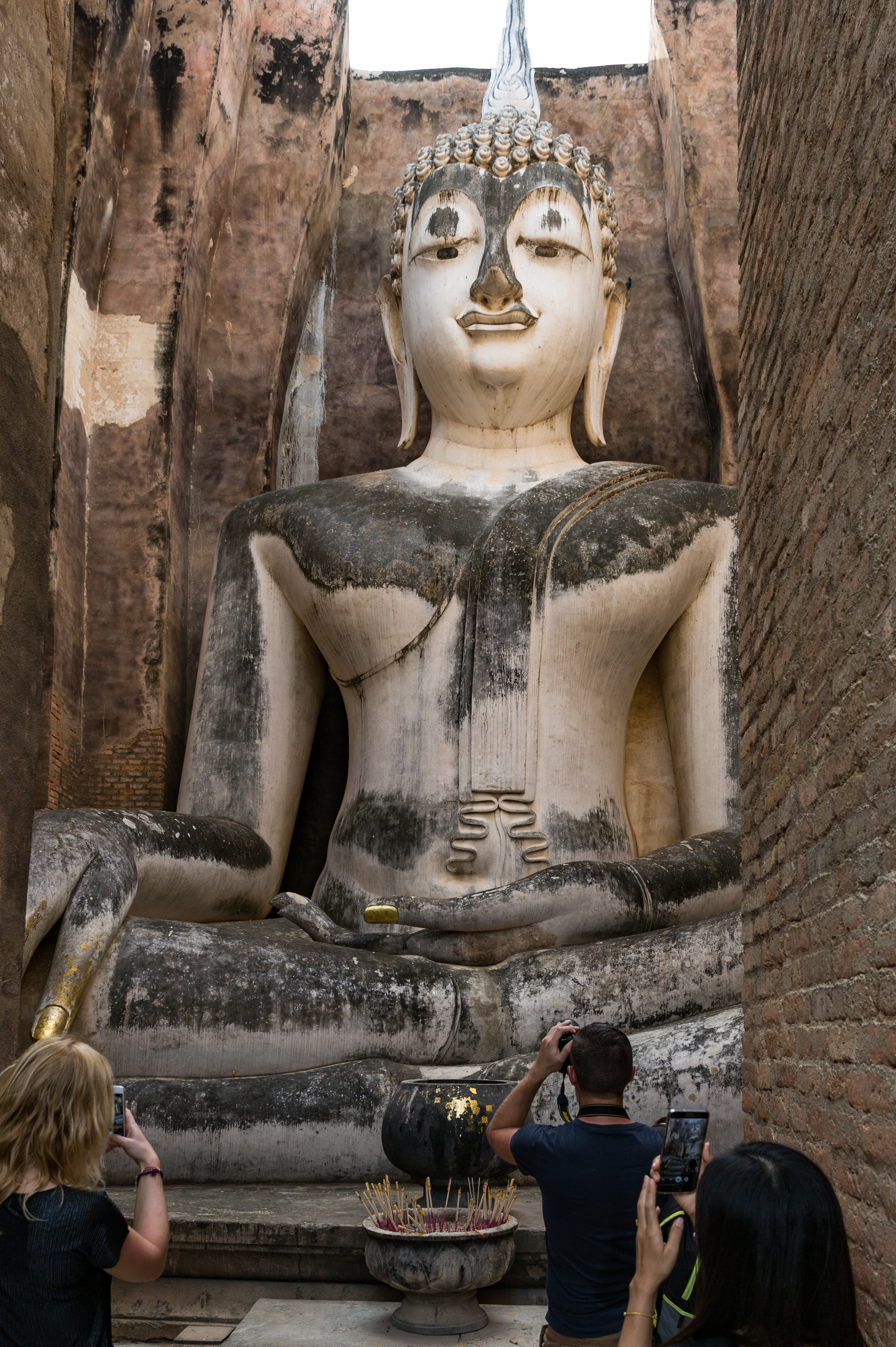
Bouddha assis de Wat Si Chum, Sukhothaï

La chronologie et les styles définis par Jean Boisselier  s'appliquent en particulier aux sculptures représentant Bouddha.
- Dvaravati (env. VIIe siècle-XIe siècle)

- Srivijaya (env. VIIIe siècle-XIIIe siècle)
- Lopburi (env. VIIe siècle-XIVe siècle ; l'Art khmer de Thaïlande est traditionnellement rassemblé dans l'art de Lopburi)
- Sukhothaï (fin XIIIe siècle-XVe siècle)
- Lan Na, ou de Cheing Sèn (env. XIIIe siècle-XXe siècle)
- Ayutthaya (Ayuthya) (XIVe siècle-XVIIIe siècle)
- Rattanakosin (fin XVIIIe siècle-XXe siècle)

Par exemple, durant la période de Sukhothaï (XIIIe – XVe siècle), les sculptures représentaient généralement Bouddha assis, en particulier dans les salles d'assemblée des temples bouddhistes vihan et ubosot.
Leur taille pouvait aller de onze mètres de large pour de grandes statues, comme on peut le voir aujourd'hui dans le temple Wat Si Chum, à la taille d'un pouce pour de petites amulettes. 
Ces sculptures étaient faites le plus simple possible afin de garantir la sérénité énigmatique émanant du Bouddha. Les détails, tels que les muscles ou les structures du corps, n'étaient donc pas acceptés.
Dans l'histoire de l'art thaï, les sculptures représentent généralement des Bouddha assis, debout ou couché...mais aussi, parfois, des dieux hindous, des animaux et d'autres créatures, des motifs floraux...

### Légende du panneau d'information à droite "attitudes et postures du Bouddha"

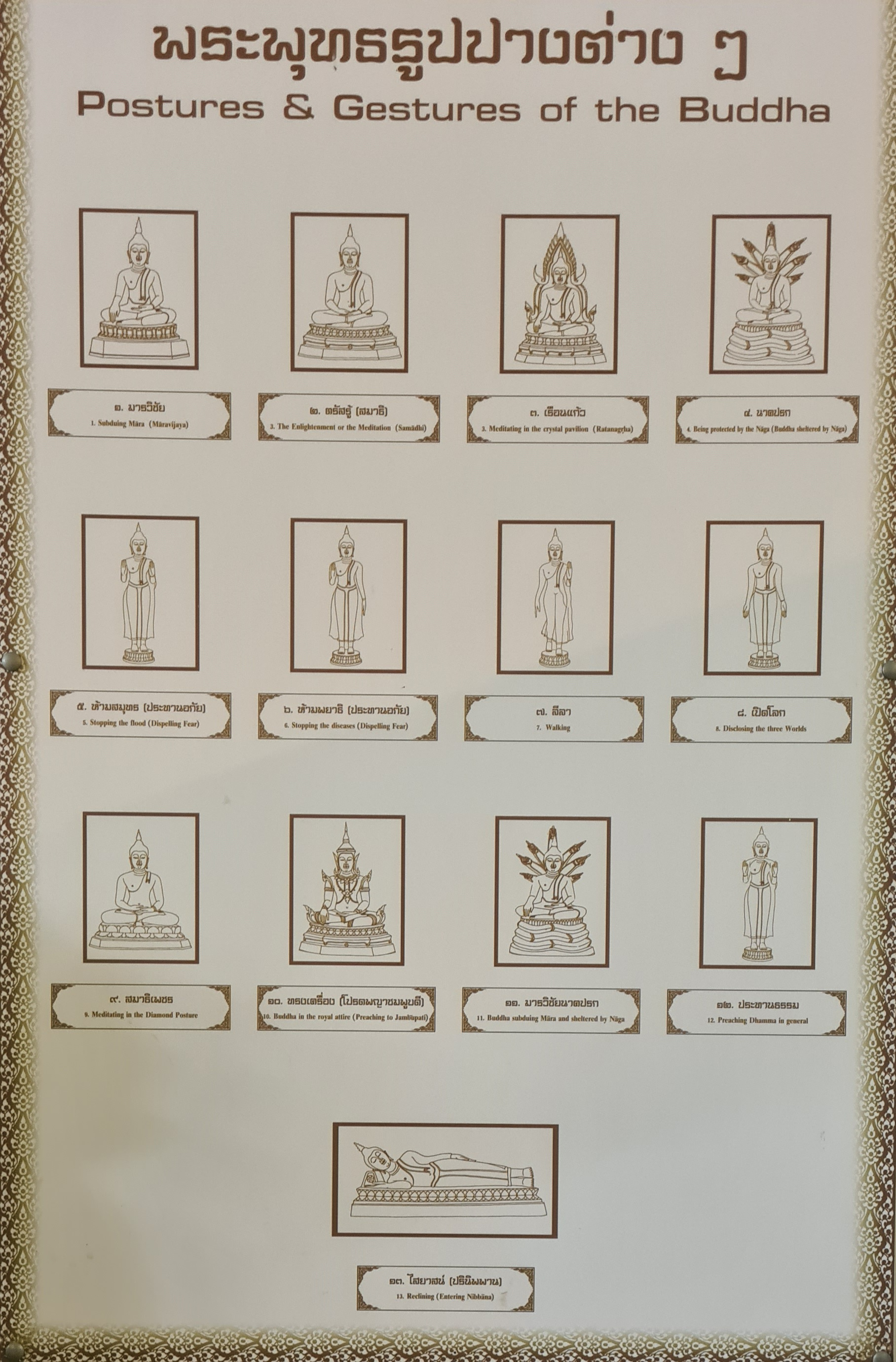
Panneau d'information sur les attitudes et postures du Bouddha au Musée national de Ramkhamhaeng à Sukhothaï.

1. Geste de la prise de la terre à témoin (Maravijaya) ;
2. Attitude de la méditation (Samadhi) ;
3. Méditation dans le pavillon de cristal ;
4. Protégé par le Naga Muchalinda ;
5. Geste de l'absence de crainte (arrêtant les inondations) ;
6. Geste de l'absence de crainte (arrêtant les maladies) ;
7. Marchant, attitude noble et sereine ;
8. Mentionnant (divulguant) Les Trois Mondes ;
9. Méditant dans la position du diamant ;
10. Attitude royale ;
11. Protégé par le Naga avec geste de la prise de terre à témoin ;
12. Enseignant le Dharma ;
13. Couché dans l'attente de la mort pour entrer au Nirvāṇa.

## Céramique

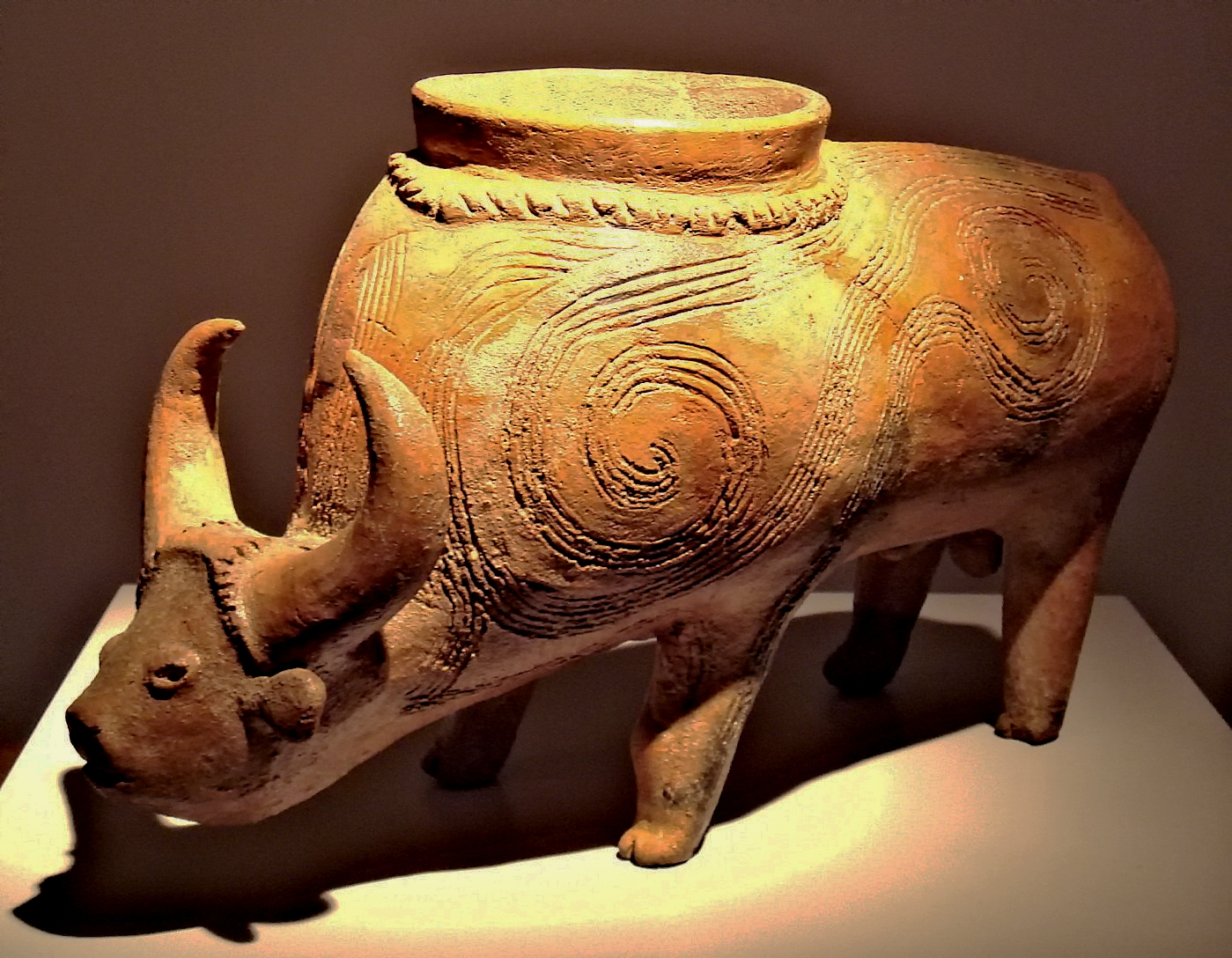
Buffle d'eau, Lopburi, 2300 av. J.-C.

Des fouilles ont déterré des poteries datant de plus de 5 000 ans dans le Nord de la Thaïlande à Ban Chiang (site archéologique).
Les poteries les plus simples étaient principalement utilisées pour la cuisson et le stockage des aliments. Les plus sophistiquées, issues de techniques chinoises introduites il y a 700 ans, avaient une utilité plus décorative.
Les traditions étaient différentes selon les régions. Au nord de la Thaïlande, les poteries étaient légèrement vernies avec de la terre cuite et huilées afin de retenir les liquides à l'intérieur des récipients. La coutume voulait que soient placés au-dehors des temples et des maisons des pots pour étancher la soif des étrangers de passage.

Dans le Nord-Est, à Nakhon Ratchasima, ou à Ratchaburi, à l'Ouest de Bangkok, des poteries brun foncé sont produites dans des fours sous toutes les formes et sont connues pour leurs belles décorations aux couleurs jaunâtre et verte, ornées de dragons et de motifs floraux.
À la fin du XIIIe siècle, la technique du bleu-vert céladon fit son apparition lorsque le roi de Sukhothai demanda à 300 potiers chinois de rejoindre son royaume. Cette technique est encore utilisée de nos jours selon les mêmes procédés utilisés dans l'ancien temps.

## Tissage

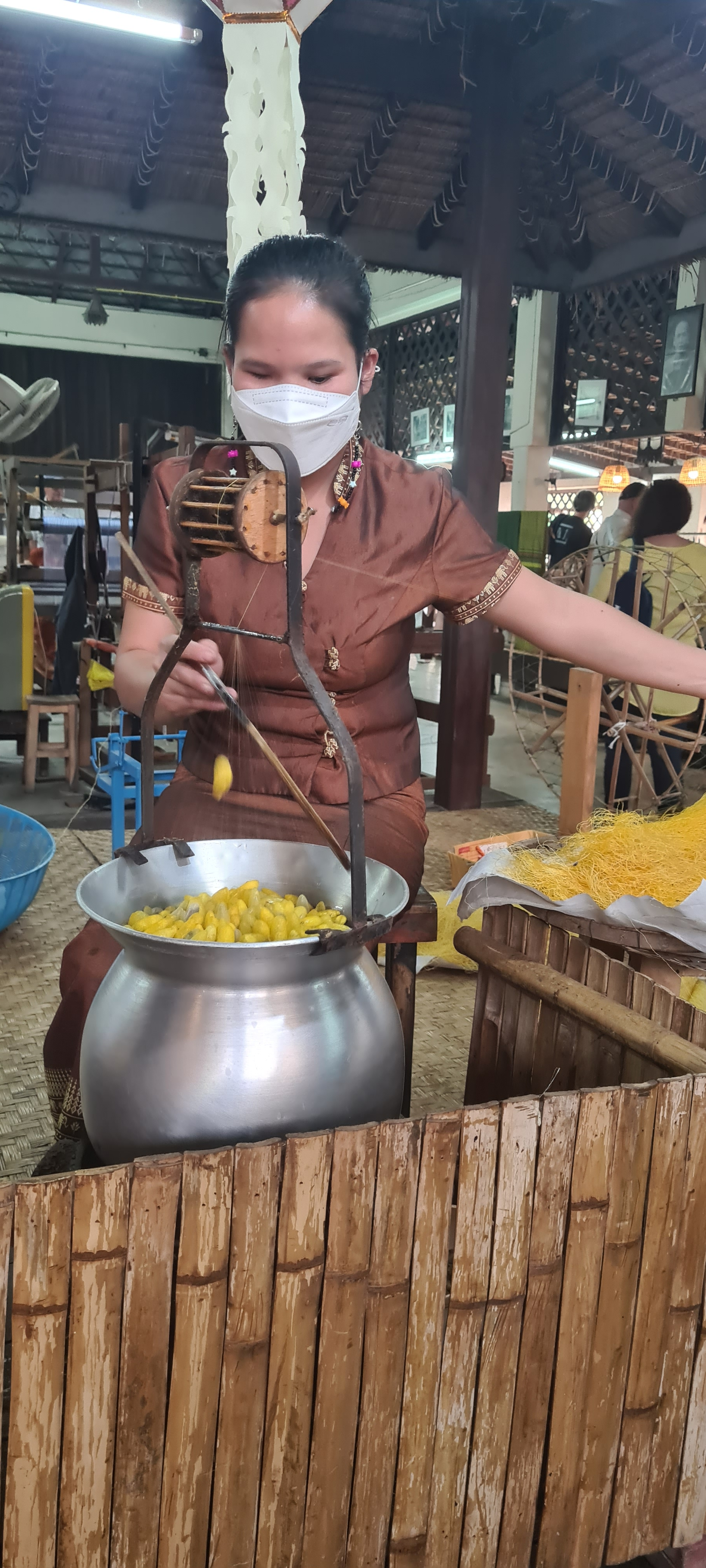
Filage de la soie en 2023, Chiang Mai

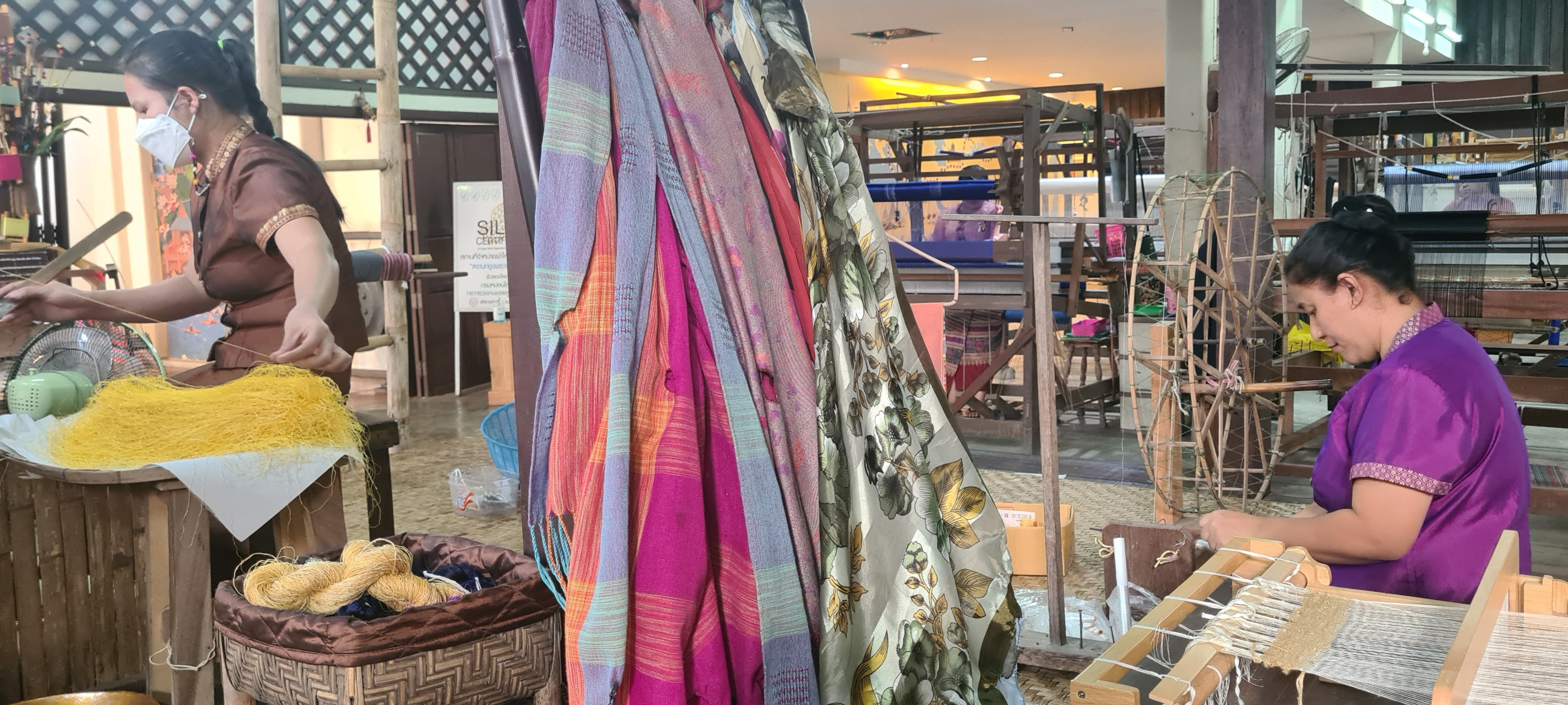
Filage et tissage de la soie en 2023, Chiang Mai

Selon la tradition, le tissage ne peut s'établir sans avoir fabriqué au préalable du tissu, comme la soie (fabriquée grâce aux vers à soie). Par la suite, la soie peut être colorée, puis tissée par les mains expertes des tisseuses. 
Se rapprochant de la soie, il existe aussi une autre sorte de tissu, le Medmee. Ce tissu est devenu aussi célèbre que la soie et est une spécialité très reconnue dans le Nord Thaïlandais. 
Prenant son origine dans le Nord de la Thaïlande, région où le tissage est une tradition artisanale, le tissage était important car il permettait de vendre les produits aux pays voisins. 
Ainsi, l'industrie de la soie prospéra jusqu'au XIXe siècle, puis connut un long déclin du fait d'une trop grande concurrence chinoise et japonaise.
Dans les années 1950, un Américain, Jim Thompson, acquit une renommée internationale en relançant des industries de soie. Aujourd'hui c'est au Nord de la Thaïlande que se situe la plus grande société de tissage fait main au monde, créée par la compagnie de Jim Thompson.
Possédant une production de soie très importante depuis de nombreuses années, la Thaïlande devait subvenir aux demandes intérieures de son propre pays. Mais depuis quelques années celle-ci reçoit des demandes extérieures importantes. Ceci est dû à la modernisation des méthodes de production traditionnelle de soie, ainsi qu'au développement de son marché touristique. Elle est alors devenue, peu à peu, le plus connu de tous les pays artisanaux au niveau mondial.

## Musique

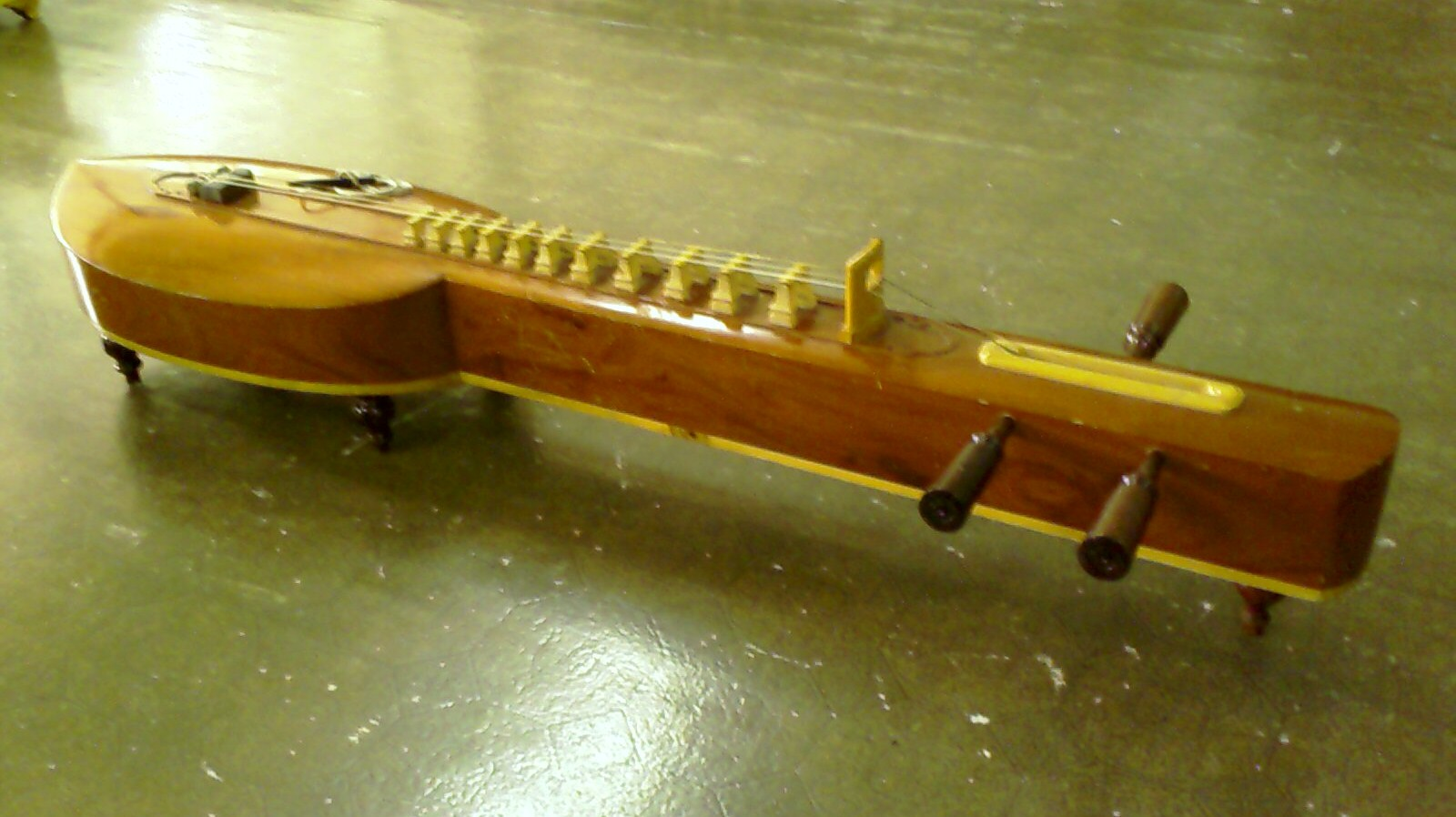
Un chakhe

Depuis l'Antiquité, les instruments de musique thaïlandais étaient fabriqués par le peuple, selon leurs propres idées et moyens (matériaux peu coûteux : bambou, bois...). Plus tard, d'autres cultures s'ajoutèrent à celle-ci, comme la culture indienne, apportant une variété plus importante d'instruments et de chants. Les instruments furent alors imités, les chants appris et de nouveaux instruments nés de ces deux cultures se formèrent (le phin, le sang, le pi chanaï, le krachap pi, le chakhe et le thon).
Durant la période d'Ayutthaya (XIVe-XVIIIe siècle), les chants, qui étaient accompagnés généralement de quatre à huit musiciens, s'améliorèrent au niveau des techniques vocales et dans la durée. Aujourd'hui encore, les chants de cette époque sont joués et toujours d'actualité. 

Durant la période de Bangkok (XIXe siècle), après les chants, qui étaient accompagnés alors de douze musiciens, furent adaptés dans des théâtres, où des représentations impressionnantes étaient jouées.
Dans les temps anciens, les musiciens thaïlandais étaient formés par des enseignants exigeants, qui demandaient un travail constant et rigoureux au niveau de la pratique du chant et des instruments. Grâce à ces expériences et à l'utilisation importante de la mémoire, les musiciens obtinrent un grand nombre de techniques et de savoirs au niveau de la lecture et de la pratique des chants.
Avec le temps, d'autres cultures apparurent en Thaïlande, tels que celles des pays d'occident ou des États-Unis, et apportèrent à la culture thaïlandaise une variété plus importante d'instruments (la basse-batterie, le violon et l'orgue) et de chants.
Au début du XXe siècle, le musicien Phra Chen Duriyang créa le premier orchestre de Thaïlande et enseigna à de nombreux jeunes musiciens. Depuis les années 1920 jusqu'à nos jours, plusieurs autres orchestres furent alors créés, les musiciens thaïlandais améliorèrent leurs styles et affinèrent leurs techniques.
Grâce au mouvement musical populaire occidental des années 1950, les groupes se créèrent, faisant avancer la modernité. Un peu plus tard, la musique prit une grande importance dans la royauté, lorsque le roi Bhumibol Adulyadej, alors lui-même musicien de jazz reconnu, devint le premier membre d'honneur d'Asie de l'institut de Musique et des Arts de la Ville de Vienne (et le 23e dans le monde). Aujourd'hui, la musique reste encore importante dans la royauté. La Princesse Maha Chakri Sirindhorn est une artiste talentueuse de la musique classique.

## Théâtre

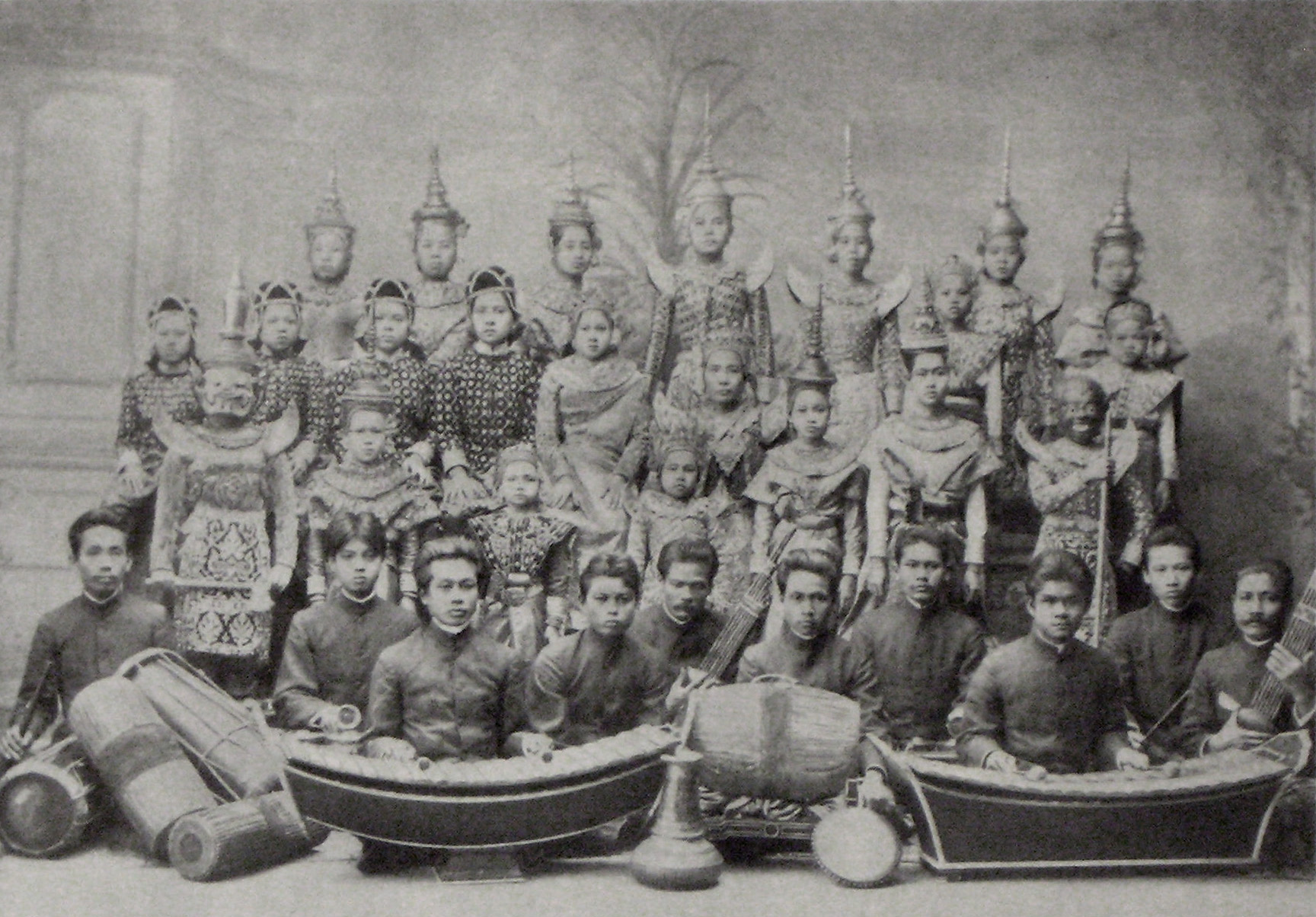
Groupe théâtral du Siam, vers 1900

Au sein de la culture dramatique thaïlandaise, se distinguent plusieurs sortes de théâtre.
Depuis la période d'Ayutthaya se sont créés quatre styles différents de théâtre, le khon, le lakhon, le nang talung et le nang yai (et leurs marionnettes hun).

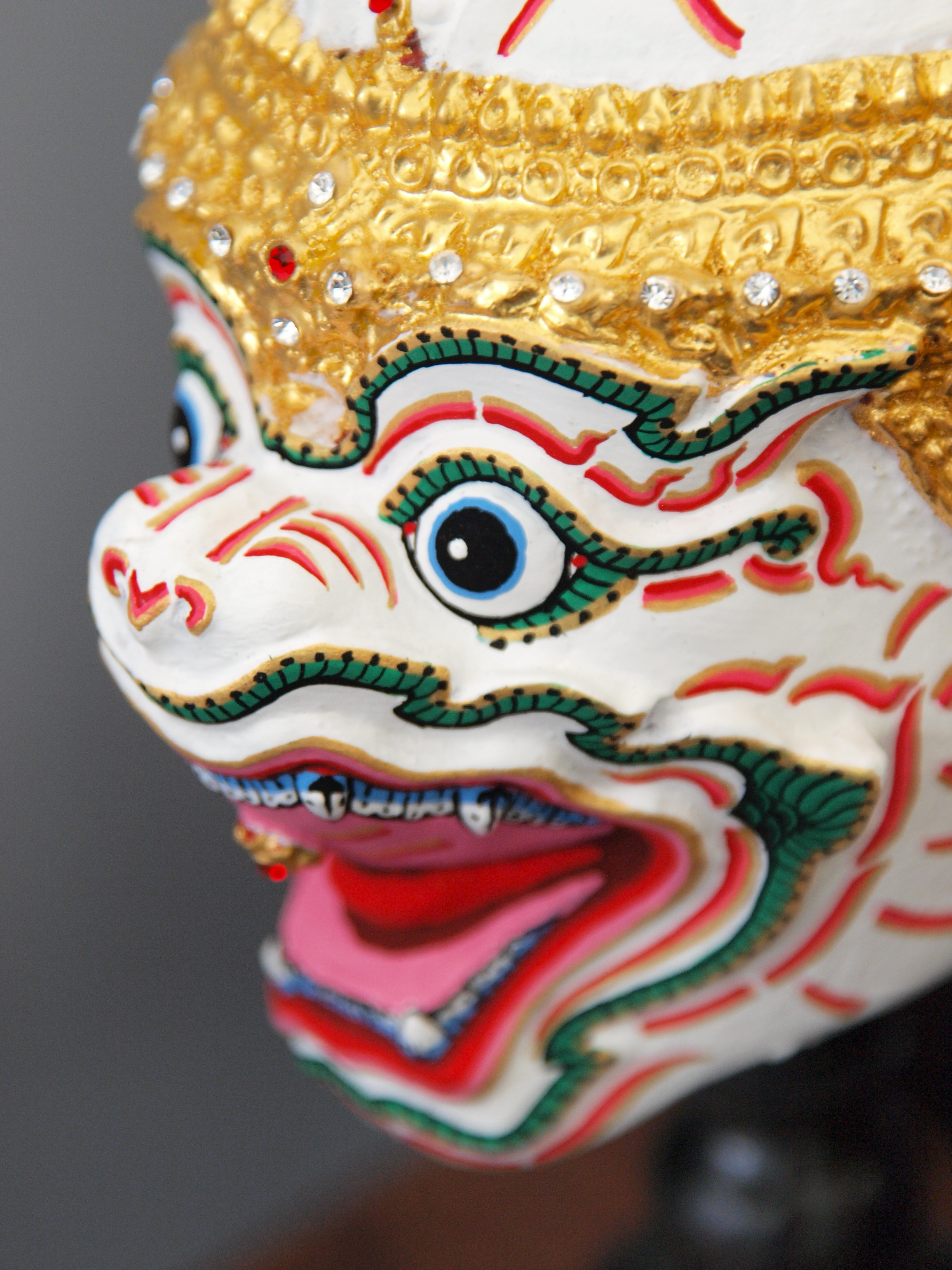
Masque d'Hanuman du théâtre khon.

Le khon était joué uniquement par des hommes, même lorsque les personnages représentaient des femmes. Plus tard, dans le XIXe siècle, la femme reprit son rôle en tant qu'actrice dans les représentations. Ce genre de théâtre classique mélange jeu d'acteur et danse. La musique joue aussi un grand rôle dans les représentations car elle est à l'origine des actions exécutées par les acteurs, comme marcher, courir, rire...
Les acteurs ne portant pas de masque ont à certains moments le droit à la parole, au contraire des acteurs masqués. Pour ces derniers, une chorale chante et récite des versets accompagnant leurs actions. Les masques de ces acteurs étaient richement décorés d'or, de laque et de bijoux. Chacun d'entre eux dévoilait une personnalité différente grâce à la signification de sa mimique. Les costumes, tout aussi riches et dignes d'habits royaux, étaient particuliers par leur couleur qui conférait aux acteurs le titre de personnages principaux.
Les représentations étaient très longues (environ 20 heures), ce qui poussa à deux jours la durée d'une seule représentation. Elles étaient basées sur le Ramakian écrit sous le règne de Rama Ier. Plus tard, sous Rama II, les épisodes de l'épopée raccourcirent considérablement, jusqu'à trois heures par représentation. 
Le lakhon, différent du khon malgré la ressemblance des costumes, est plus expressif dans ses représentations. Le corps y est en constant mouvement, fluide, gracieux, ce qui donne à la danse un caractère émotionnel sans précédent. Le port du masque est réservé aux créatures fictives. Les représentations étaient fondées principalement sur le Ramakian, mais aussi sur les Jataka (récits des vies antérieures du Bouddha) et autres contes populaires.
Le lakhon comporte trois types : le lakhon chatri, le lakhon nok et le lakhon lai.
- Le lakhon chatri a lieu dans des sanctuaires populaires où les danseurs engagés par les fidèles dansent pour célébrer les divinités.
- Le lakhon nok est un ensemble de pièces burlesques rapides, très musicales et animées de beaucoup de mouvements. Plus tard, lors des festivals, ce type de représentation prendra le nom de Li-Ke, théâtre populaire où les dialogues rapides et spontanés (jeux de mots...) prennent leur source dans les histoires et les anecdotes locales (critiques sociales).
- Le lakhon nai est donné uniquement par des dames au sang royal dans les palais. Les représentations sont élégantes, pleines de raffinement et de finesse.

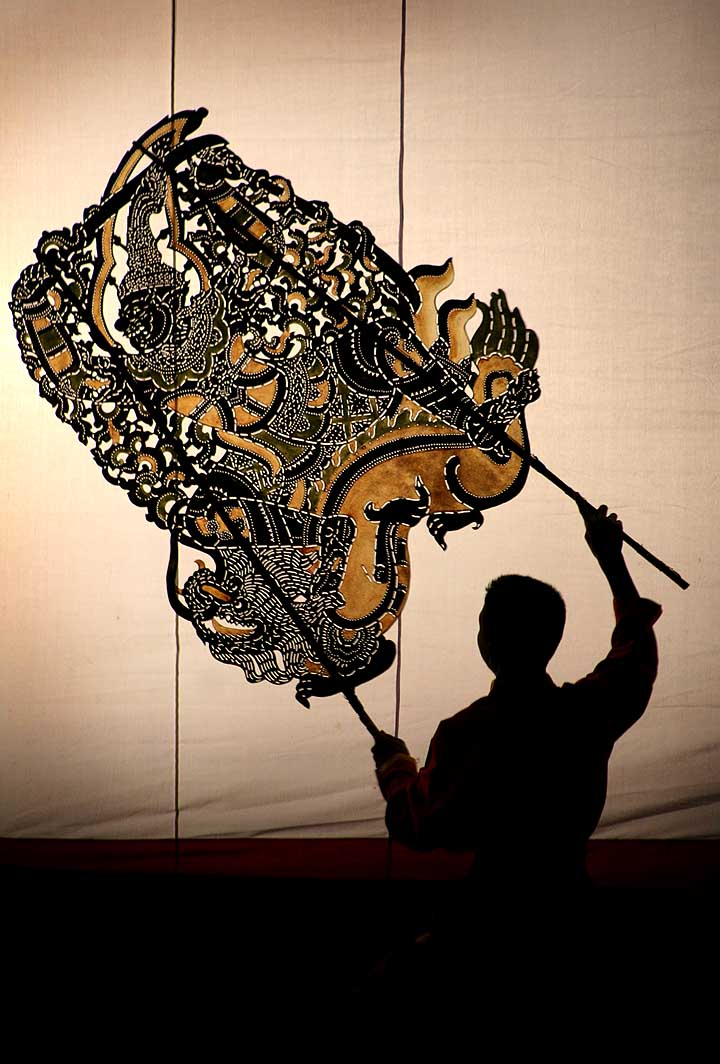
Marionnette du nang yai

Le nang yai est un théâtre d'ombres populaire du centre de la Thaïlande, où de grands personnages (marionnettes) sont projetés sur un écran blanc et manipulés par des acteurs cachés en dessous de l'écran. Les marionnettes appelées Hun étaient manipulées par en dessous. Leurs mouvements sont à l'origine des danses dans les théâtres khon et lakhon.

Proche du nang yai, mais situé dans le sud de la Thaïlande, le nang talung (expression nang patthalung raccourcie en nang talung), possède des marionnettes plus petites, dont certaines parties du corps sont mobiles (jambes, bras, bouche...). Les manipulateurs, acteurs et chanteurs, cachés du public, donnent par leurs chants et leur talent d'acteur, aux représentations un tempo saisissant. Les figurines de nang talung peuvent être classées en cinq catégories : l'ermite, l'homme, le géant, l'amuseur et diverses figures. La figurine la plus populaire du nang talung s'appelle Ai Theng, un villageois du sud qui fait rire les spectateurs. Les personnages comiques comme Ai Nunui, Nai Yodthong ou Ai Samo sont aussi très connus dans ces récits de villageois ordinaires avec l'accent du sud.

Nang Talung
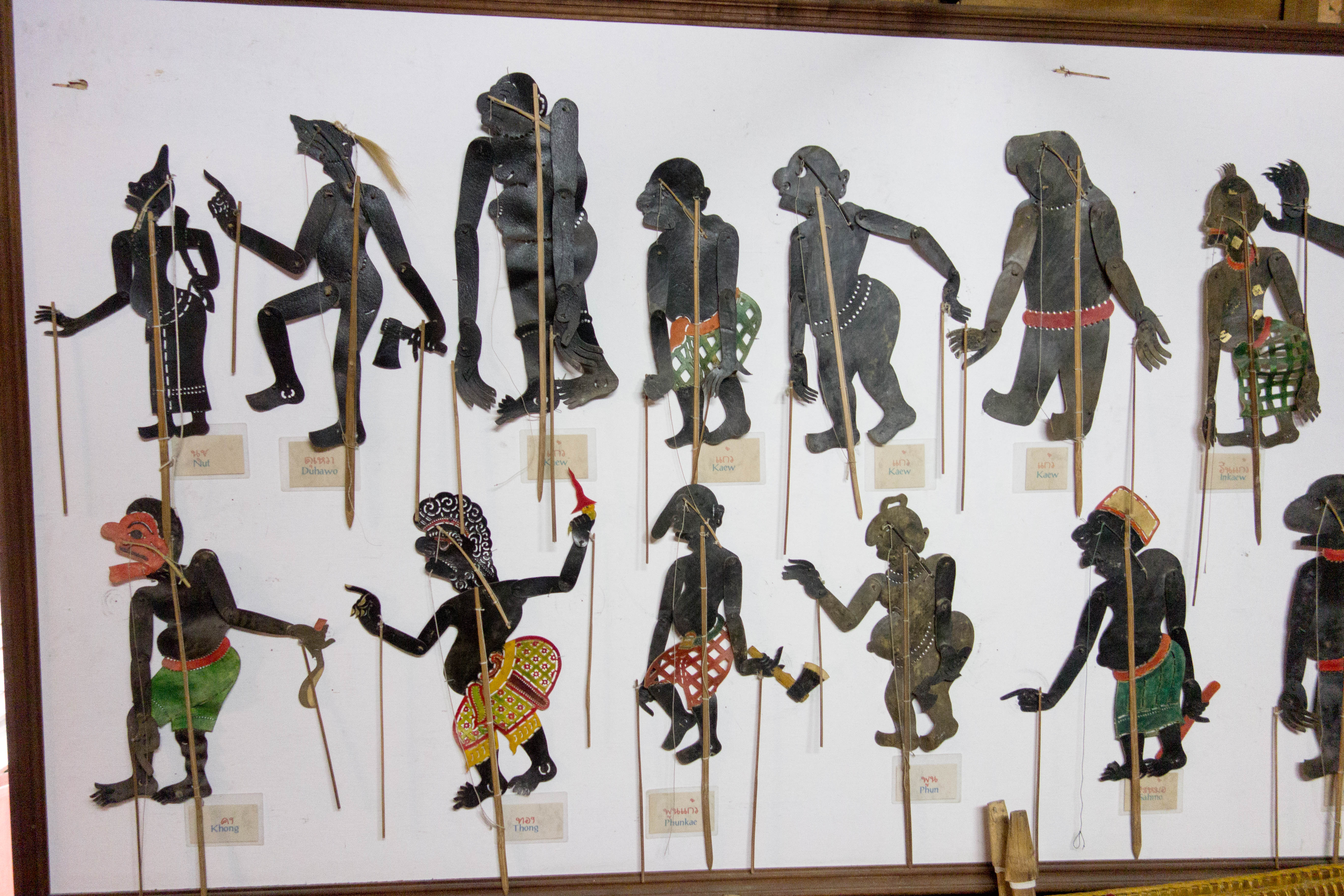
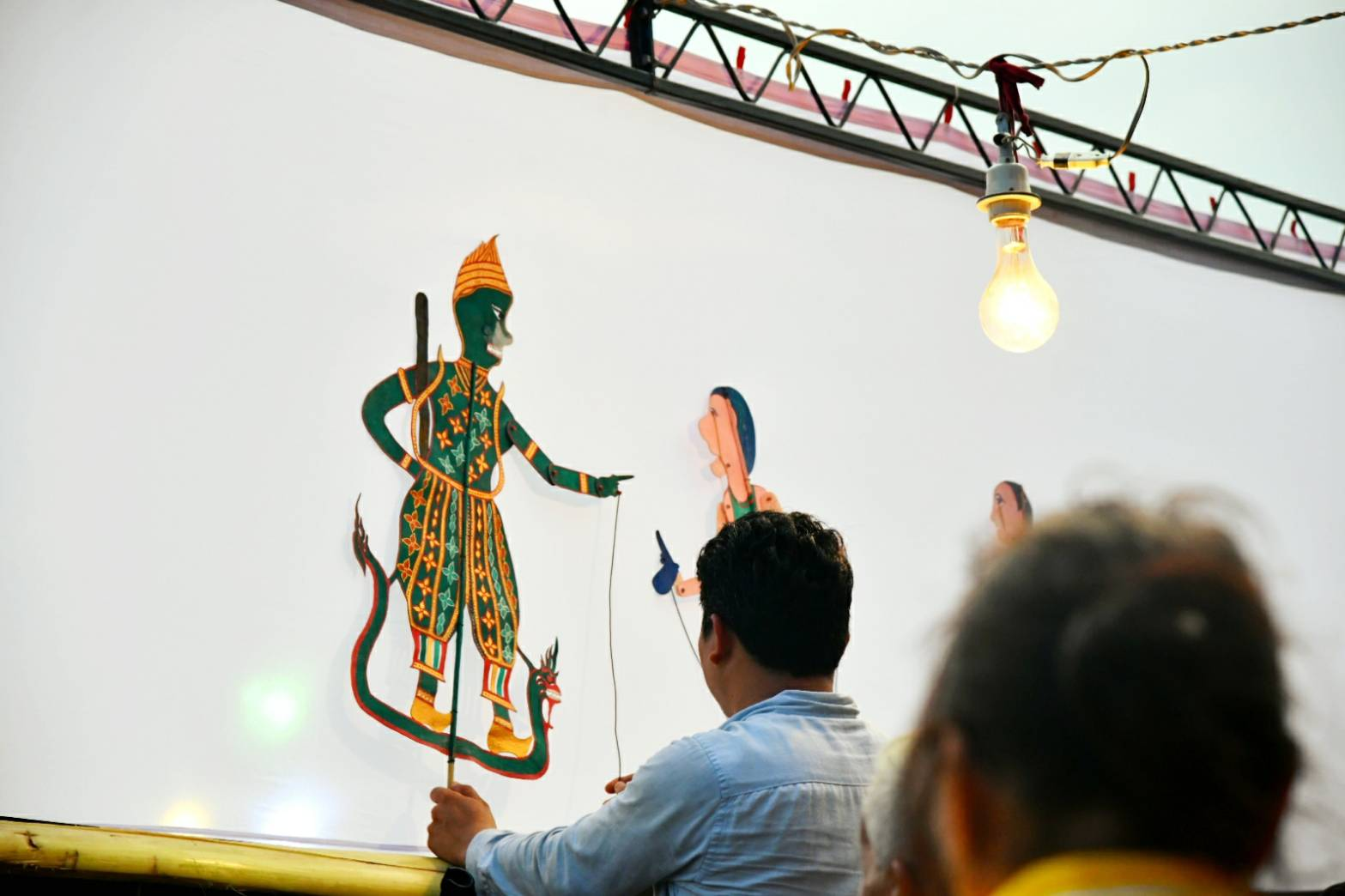
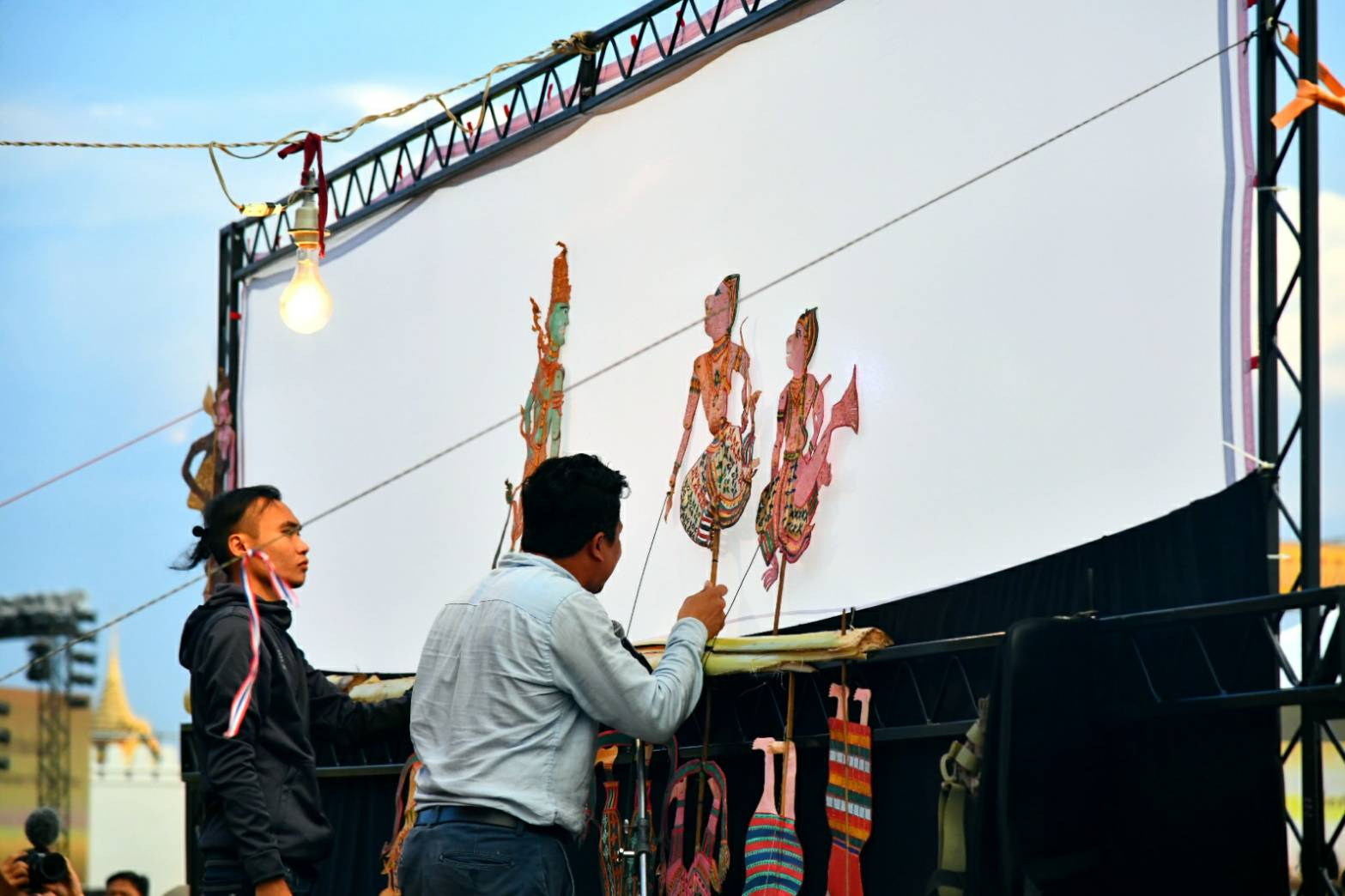
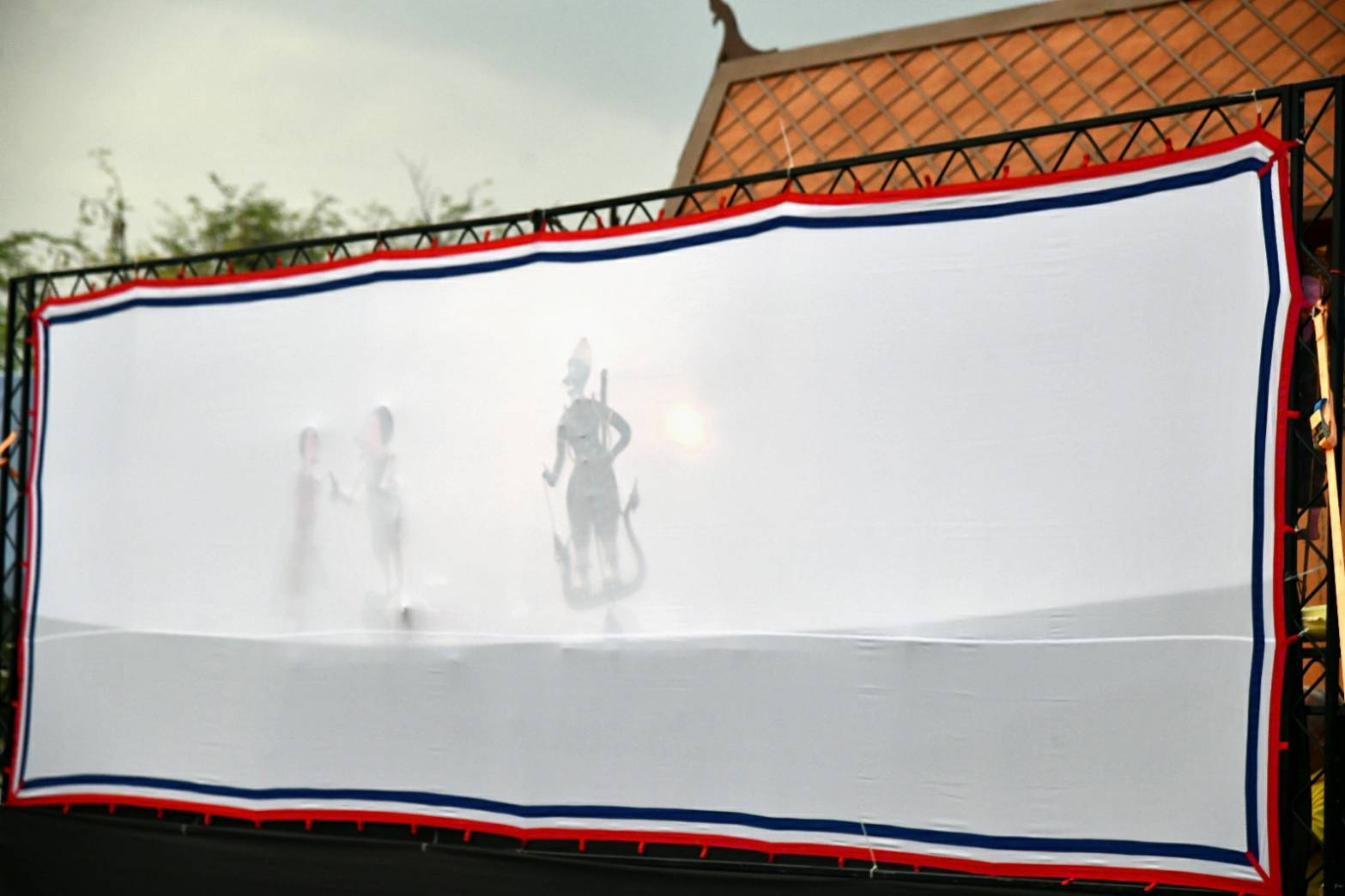